# القریه (لبنان)
القریه (انگلیسی: Al-Qraiyah) یک شهرک در شهرستان صیدا و در کشور لبنان است.